# Antona mutabilis
Antona mutabilis là một loài bướm đêm thuộc phân họ Arctiinae, họ Erebidae.